# Pseudopandarus longus
Pseudopandarus longus is een eenoogkreeftjessoort uit de familie van de Pandaridae. De wetenschappelijke naam van de soort is voor het eerst geldig gepubliceerd in 1951 door Gnanamuthu.